# 実効値

正弦波。③が実効値

実効値（じっこうち、英語: effective value, root mean square value, RMS）は、交流の電圧又は電流の表現方法の一種である。ある電気抵抗に交流電圧を加えた場合の1周期における平均電力と、同じ抵抗に直流電圧を加えた場合の電力が、互いに等しくなるときに、この交流電圧と交流電流の実効値はそれぞれ、その直流電圧と直流電流と同じ値であると定義される。交流電力の計算に使用される電圧・電流は、通常は実効値で表示される。
音（音波）に関する物理量の計算や表現においても、値が時間的に正負の間を変動する量の変動の大きさの実際を表すために、瞬時値の2乗平均の平方根（RMS; root mean squareの頭文字）で表される実効値が一般に用いられる。例えば音圧では、ある時間内の瞬時音圧のRMSとして算定される実効音圧（音圧の実効値）を指して一般に音圧という。平均をとる時間については音波の周期の整数倍もしくは周期に対して充分に長い時間をとる。（→「音圧#音圧の実効値」を参照。）

## 正弦交流の最大値との関係
t を時刻とする。電気抵抗を R [Ω]、その両端に加える電圧の瞬時値を v(t) [V]、その最大値（振幅）を Vm [V]、実効値を Ve [V]、流れる電流の瞬時値を i(t) [A]、その最大値を Im [A]、実効値を Ie [A]、電力の瞬時値を P(t) [W]、その平均値を PR (W)、交流の角速度（角振動数または角周波数）を ω [rad/s]、周期を T [s]とする。これらの定義より,
{\displaystyle {\begin{aligned}i(t)&=I_{\mathrm {m} }\sin \omega t\\v(t)&=V_{\mathrm {m} }\sin \omega t\end{aligned}}}
これらをオームの法則{\displaystyle v(t)=Ri(t)}に代入すると, {\displaystyle V_{\mathrm {m} }=RI_{\mathrm {m} }}を得る。
また, 電力は電流と電圧の積であるから,
{\displaystyle P(t)=i(t)v(t)=I_{\mathrm {m} }V_{\mathrm {m} }\sin ^{2}\omega t=R{I_{\mathrm {m} }}^{2}\sin ^{2}\omega t={\frac {1}{2}}R{I_{\mathrm {m} }}^{2}(1-\cos 2\omega t)}
となる。
このP(t) は周期関数であるので、1周期にわたって積分し周期 T で割れば平均電力が求まる:
{\displaystyle P_{R}={\frac {1}{T}}\int _{0}^{T}{\frac {1}{2}}R{I_{\mathrm {m} }}^{2}(1-\cos 2\omega t)dt={\frac {R{I_{\mathrm {m} }}^{2}}{2T}}\left[t-{\frac {1}{2\omega }}\sin 2\omega t\right]_{0}^{T}=R\left({\frac {I_{\mathrm {m} }}{\sqrt {2}}}\right)^{2}={\frac {1}{R}}\left({\frac {V_{\mathrm {m} }}{\sqrt {2}}}\right)^{2}}
よって、実効値と最大値の関係は次のようになる。
{\displaystyle V_{\mathrm {e} }=V_{\mathrm {m} }/{\sqrt {2}}}

{\displaystyle I_{\mathrm {e} }=I_{\mathrm {m} }/{\sqrt {2}}}
また、最大値/実効値を波高率という。

## 正弦交流の平均値と実効値の関係
正弦交流の電圧と電流のそれぞれについて, 絶対値の平均を「正弦交流の平均値」という。それぞれをVav [V], Iav [A]とする。これらは,電流や電圧の値が正である範囲の半周期にわたってそれぞれを積分し, 半周期 T/2 で割れば求まる:
{\displaystyle V_{\mathrm {av} }={\frac {2V_{\mathrm {m} }}{T}}\int _{0}^{T/2}\sin \omega tdt={\frac {2V_{\mathrm {m} }}{\omega T}}\left[-\cos \omega t\right]_{0}^{T/2}}
ωT/2 = πであるので、次のようになる。
{\displaystyle V_{\mathrm {av} }={\frac {2V_{\mathrm {m} }}{\pi }}={\frac {2{\sqrt {2}}V_{\mathrm {e} }}{\pi }}}
また、電流は次のようになる。
{\displaystyle I_{\mathrm {av} }={\frac {2I_{\mathrm {m} }}{\pi }}={\frac {2{\sqrt {2}}I_{\mathrm {e} }}{\pi }}}
また、実効値/平均値を波形率という。

## 非正弦波交流の実効値
一般的な周期的電流波形 {\displaystyle i(t)} [A] の実効値 {\displaystyle I_{\mathrm {rms} }} [A]を、
「瞬時値　{\displaystyle i(t)}　を2乗して 平均した値の 平方根(root mean square)」と定義する。
平均は、1周期にわたって積分して周期 T で割った値なので、次式{\displaystyle I_{\mathrm {rms} }}が実効値となる。
{\displaystyle I_{\mathrm {rms} }={\sqrt {{\frac {1}{T}}\int _{0}^{T}i(t)^{2}dt}}}

## 真の実効値表示
交流電圧計、交流電流計は、正弦交流では実効値を表示する。しかし厳格には、
平均値の定数倍
{\displaystyle {\frac {\pi }{2{\sqrt {2}}}}I_{\mathrm {av} }={\frac {\pi }{2{\sqrt {2}}}}{\frac {1}{T}}\int _{0}^{T}|i(t)|dt}
を表示するタイプと、
真の実効値{\displaystyle I_{\mathrm {rms} }}を表示するタイプがある。正弦交流を計測する場合、
これらは一致するので、区別する必要はない(一致するよう、平均値を定数倍している)。
しかし、非正弦波交流を計測する場合、表示された値がどちらの意味かを区別する必要がある。
アナログ電圧計、電流計では、整流器形は平均値指示、可動鉄片形は真の実効値指示である。
デジタル電圧計、電流計では「真の実効値表示」ができる機種で、特に明記することが多い。